# Interlands Albanees voetbalelftal 1950-1959
Deze pagina toont een chronologisch en gedetailleerd overzicht van de interlands die het Albanees voetbalelftal heeft gespeeld in de periode 1950 – 1959.

## Interlands

### 1950
|                                                                   |         |       |       |                                                                                    |
| 1 mei Vriendschappelijk № 16 «onderlinge duels» 14:00 uur (UTC+1) | Albanië | 0 – 0 | Polen | Qemal Stafastadion, Tirana Toeschouwers: 20.000 Scheidsrechter: György Dankó (HUN) |
| 1 mei Vriendschappelijk № 16 «onderlinge duels» 14:00 uur (UTC+1) |         |       |       | Qemal Stafastadion, Tirana Toeschouwers: 20.000 Scheidsrechter: György Dankó (HUN) |

|                                                  |                                  |       |                  |                                                                                      |
| 4 juni Vriendschappelijk № 17 «onderlinge duels» | Albanië                          | 2 – 1 | Bulgarije        | Qemal Stafastadion, Tirana Toeschouwers: 30.000 Scheidsrechter: Jaroslav Vlček (TCH) |
| 4 juni Vriendschappelijk № 17 «onderlinge duels» | Loro Boriçi 21' Vasif Biçaku 56' |       | 75' Vasil Spasov | Qemal Stafastadion, Tirana Toeschouwers: 30.000 Scheidsrechter: Jaroslav Vlček (TCH) |

|                                                                          |                                                         |       |         |                                                                                            |
| 17 september Vriendschappelijk № 18 «onderlinge duels» 16:00 uur (UTC+1) | Tsjecho-Slowakije                                       | 3 – 0 | Albanië | Stadion Československé Armády, Praag Toeschouwers: 35.000 Scheidsrechter: János Pósa (HUN) |
| 17 september Vriendschappelijk № 18 «onderlinge duels» 16:00 uur (UTC+1) | Jiří Žďárský 4' Jaroslav Cejp 72' Ladislav Hlaváček 87' |       |         | Stadion Československé Armády, Praag Toeschouwers: 35.000 Scheidsrechter: János Pósa (HUN) |

|                                                                          | |        |         |                                                                                           |
| 24 september Vriendschappelijk № 19 «onderlinge duels» 15:30 uur (UTC+2) | Hongarije | 12 – 0 | Albanië | Megyeri úti stadion, Boedapest Toeschouwers: 38.000 Scheidsrechter: Jozef Nemčovský (TCH) |
| 24 september Vriendschappelijk № 19 «onderlinge duels» 15:30 uur (UTC+2) | Ferenc Puskás 18' László Budai 33' Ferenc Puskás 36' Péter Palotás 39' Sándor Kocsis 42' Péter Palotás 50' László Budai 52' Sándor Kocsis 53' László Budai 60' László Budai 65' Ferenc Puskás 75' Ferenc Puskás 82' |        |         | Megyeri úti stadion, Boedapest Toeschouwers: 38.000 Scheidsrechter: Jozef Nemčovský (TCH) |

|                                                                       | |       |         |                                                                                           |
| 8 oktober Vriendschappelijk № 20 «onderlinge duels» 16:00 uur (UTC+2) | Roemenië | 6 – 0 | Albanië | Stadionul Republicii, Boekarest Toeschouwers: 40.000 Scheidsrechter: Jaroslav Vlček (TCH) |
| 8 oktober Vriendschappelijk № 20 «onderlinge duels» 16:00 uur (UTC+2) | Iosif Petschovschi 10' Andrei Rădulescu 13' Iosif Petschovschi 18' Andrei Mercea 15' Andrei Rădulescu 41' Ioan Suru 80' |       |         | Stadionul Republicii, Boekarest Toeschouwers: 40.000 Scheidsrechter: Jaroslav Vlček (TCH) |

### 1951
Geen interlands gespeeld.

### 1952
|                                                       |                                                      |       |                                      |                                                                                         |
| 29 november Vriendschappelijk № 21 «onderlinge duels» | Albanië                                              | 3 – 2 | Tsjecho-Slowakije                    | Qemal Stafastadion, Tirana Toeschouwers: 35.000 Scheidsrechter: Constantin Mitran (ROU) |
| 29 november Vriendschappelijk № 21 «onderlinge duels» | Zihni Gjinali 2' Qamil Teliti 43' Skënder Jareçi 89' |       | 65' Josef Kvapil 76' Ladislav Müller | Qemal Stafastadion, Tirana Toeschouwers: 35.000 Scheidsrechter: Constantin Mitran (ROU) |

|                                                      |                                  |       |                   |                                                                                         |
| 7 december Vriendschappelijk № 22 «onderlinge duels» | Albanië                          | 2 – 1 | Tsjecho-Slowakije | Qemal Stafastadion, Tirana Toeschouwers: 18.000 Scheidsrechter: Constantin Mitran (ROU) |
| 7 december Vriendschappelijk № 22 «onderlinge duels» | Zihni Gjinali 5' Loro Boriçi 14' |       | 31' Milan Dvořák  | Qemal Stafastadion, Tirana Toeschouwers: 18.000 Scheidsrechter: Constantin Mitran (ROU) |

### 1953
|                                                                         |                                 |       |       |                                                                                    |
| 29 november Vriendschappelijk № 23 «onderlinge duels» 14:00 uur (UTC+1) | Albanië                         | 2 – 0 | Polen | Qemal Stafastadion, Tirana Toeschouwers: 20.000 Scheidsrechter: Andor Dorogi (HUN) |
| 29 november Vriendschappelijk № 23 «onderlinge duels» 14:00 uur (UTC+1) | Loro Boriçi 9' Refik Resmja 35' |       |       | Qemal Stafastadion, Tirana Toeschouwers: 20.000 Scheidsrechter: Andor Dorogi (HUN) |

### 1954
Geen interlands gespeeld.

### 1955
Geen interlands gespeeld.

### 1956
Geen interlands gespeeld.

### 1957
|                                                        |                                               |       |                                |                                                                                   |
| 15 september Vriendschappelijk № 24 «onderlinge duels» | China                                         | 3 – 2 | Albanië                        | Xiannongtan Stadium, Peking Toeschouwers: 40.000 Scheidsrechter: Li Xhu Yan (CHN) |
| 15 september Vriendschappelijk № 24 «onderlinge duels» | FAN Un Ciu 33' FAN Un Ciu 60' CAN Hon Cen 74' |       | 17' Mico Ndini 64' Koleç Kraja | Xiannongtan Stadium, Peking Toeschouwers: 40.000 Scheidsrechter: Li Xhu Yan (CHN) |

### 1958
|                                                 |                |       |                  |                                                                                     |
| 4 mei Vriendschappelijk № 25 «onderlinge duels» | Albanië        | 1 – 1 | DDR              | Qemal Stafastadion, Tirana Toeschouwers: 20.000 Scheidsrechter: Szilárd Sipos (HUN) |
| 4 mei Vriendschappelijk № 25 «onderlinge duels» | Koleç Kraja 6' |       | 88' Willy Tröger | Qemal Stafastadion, Tirana Toeschouwers: 20.000 Scheidsrechter: Szilárd Sipos (HUN) |

### 1959
Geen interlands gespeeld.
UEFA: Albanië · België · Bulgarije · Denemarken · West-Duitsland · Duitse Democratische Republiek · Engeland · Finland · Frankrijk · Griekenland · Hongarije · Ierland · IJsland · Italië · Joegoslavië · Kroatië · Luxemburg · Malta · Nederland · Noord-Ierland · Noorwegen · Oostenrijk · Polen · Portugal · Roemenië · Saarland · Schotland · Sovjet-Unie · Spanje · Tsjecho-Slowakije · Turkije · Wales · Zweden · Zwitserland

AFC: Israël
FSHF · A-internationals · Bondscoaches · Statistieken · Albanees vrouwenelftal · Olympisch elftal · Albanië U21 · Albanië U20 · Albanië U19 · Albanië U18 · Albanië U17 · Albanië U16
1946 – 1949 · 
1950 – 1959 · 
1960 – 1969 · 
1970 – 1979 · 
1980 – 1989 · 
1990 – 1999 · 
2000 – 2009 · 
2010 – 2019 ·
2020 – 2029
EK 2016 · EK 2024
1946 · 
1947 · 
1948 · 
1949 · 
1950 · 
1951 · 
1952 · 
1953 · 
1954 · 1955 · 1956 · 
1957 · 
1958 · 
1959 · 1960 · 1961 · 1962 · 
1963 · 
1964 · 
1965 · 
1966 · 
1967 · 
1968 · 1969 · 
1970 · 
1971 · 
1972 · 
1973 · 
1974 · 1975 · 
1976 · 
1977 · 1978 · 1979 · 
1980 · 
1981 · 
1982 · 
1983 · 
1984 · 
1985 · 
1986 · 
1987 · 
1988 · 
1989 · 
1990 · 
1991 · 
1992 · 
1993 · 
1994 · 
1995 · 
1996 · 
1997 · 
1998 · 
1999 · 
2000 · 
2001 · 
2002 · 
2003 · 
2004 · 
2005 · 
2006 · 
2007 · 
2008 · 
2009 · 
2010 · 
2011 · 
2012 · 
2013 · 
2014 · 
2015 · 
2016 · 
2017 · 
2018 ·
2019 ·
2020 ·
2021 ·
2022 ·
2023 ·
2024
Algerije ·
Andorra ·
Argentinië ·
Armenië ·
Azerbeidzjan ·
Bahrein ·
België ·
Bosnië en Herzegovina ·
Bulgarije ·
Chili ·
China ·
Cuba ·
Cyprus ·
DDR ·
Denemarken ·
Duitsland ·
Engeland ·
Estland ·
Faeröer ·
Finland ·
Frankrijk ·
Georgië ·
Griekenland ·
Hongarije ·
Ierland ·
IJsland ·
Iran ·
Israël · 
Italië ·
Joegoslavië ·
Jordanië ·
Kameroen ·
Kazachstan ·
Kosovo ·
Kroatië ·
Letland ·
Liechtenstein ·
Litouwen ·
Luxemburg ·
Malta ·
Marokko ·
Mexico ·
Moldavië ·
Montenegro ·
Nederland ·
Noord-Ierland ·
Noord-Macedonië ·
Noorwegen ·
Oekraïne ·
Oezbekistan ·
Oostenrijk ·
Polen ·
Portugal ·
Qatar ·
Roemenië ·
Rusland ·
San Marino ·
Saoedi-Arabië ·
Schotland ·
Servië ·
Slovenië ·
Spanje ·
Tsjechië ·
Tsjecho-Slowakije ·
Turkije ·
Vietnam ·
Wales ·
Wit-Rusland ·
Zweden ·
Zwitserland
Frankrijk (2016) · 
Roemenië (2016) · 
Zwitserland (2016)